# ریموند اندوگ سیما
ریموند اندوگ سیما (انگلیسی: Raymond Ndong Sima؛ زادهٔ ۲۳ ژانویهٔ ۱۹۵۵) سیاست‌مدار اهل گابن است. وی از سال ۲۰۱۳ نخست‌وزیر فعلی گابن است. او پیش از این از سال ۲۰۱۲ تا ۲۰۱۴ نخست‌وزیر بوده است.